# I Know You Got Soul (canção de Eric B. & Rakim)
"I Know You Got Soul" é uma canção gravada e lançada por Eric B. & Rakim em 1987. Sucesso comercial e artístico, foi classificada pela revista  Rolling Stone número 23 em sua lista das 50 maiores canções de hip-hop, e número 396 na sua lista das 500 melhores canções de todos os tempos.

## Descrição e lançamento
A canção leva o nome da canção de 1971 "I Know You Got Soul" gravada por Bobby Byrd, que foi sampleada pesadamente durante a popularização do uso de samples do cantor James Brown em canções hip hop. Também usa samples de "You'll Like It Too" do Funkadelic (1981) e "Different Strokes" de Syl Johnson (1967).
Foi lançada como terceiro single do álbum de 1987 Paid in Full. Alcançou o número 39 da parada Hot Dance Music/Club Play, número 34 na parada Hot Dance Music/Maxi-Singles Sales e número 64 na Hot R&B/Hip-Hop Singles & Tracks.
A canção faz parte da seleção tocada pela rádio ficcional Playback FM no vídeo game Grand Theft Auto: San Andreas.

## Paradas
| Parada (1987)                                     | Pico |
| ------------------------------------------------- | ---- |
| UK Singles Chart                                  | 76   |
| U.S. Billboard Hot Dance Club Play                | 39   |
| U.S. Billboard Hot Dance Music/Maxi-Singles Sales | 34   |
| U.S. Billboard Hot R&B/Hip-Hop Songs              | 64   |
| Parada (1988)                                     | Pico |
| UK Singles Chart                                  | 13   |